# Ceratomantis
Ceratomantis es un género de mantis de la familia Hymenopodidae. Tiene dos especies:
- Ceratomantis saussurii
- Ceratomantis yunnanensis